# Fotogrammi d'argento 1989
La 39ª edizione dei Fotogrammi d'argento, assegnati dalla rivista spagnola di cinema Fotogramas, si è svolta il 27 febbraio 1989.
La cerimonia è stata presentata da Imanol Arias e Aitana Sánchez-Gijón.

## Premi e candidature

### Miglior film spagnolo
- Remando nel vento (Remando al viento), regia di Gonzalo Suárez

### Miglior film straniero
- The Dead - Gente di Dublino (The Dead), regia di John Huston  ·   Regno Unito /  Irlanda /  Stati Uniti

### Miglior attrice cinematografica
- Carmen Maura - Donne sull'orlo di una crisi di nervi (Mujeres al borde de un ataque de nervios) e Intrighi e piaceri a Baton Rouge (Baton Rouge)
- Victoria Abril - Intrighi e piaceri a Baton Rouge (Baton Rouge), El juego más divertido e El placer de matar
- Maria Barranco - Donne sull'orlo di una crisi di nervi (Mujeres al borde de un ataque de nervios) e Tu novia está loca
- Chus Lampreave - Miss Caribe, Esperáme en el cielo e Donne sull'orlo di una crisi di nervi (Mujeres al borde de un ataque de nervios)
- Terele Pávez - Diario d'inverno (Diario de invierno)

### Miglior attore cinematografico
- Antonio Banderas - Intrighi e piaceri a Baton Rouge (Baton Rouge), El placer de matar e Donne sull'orlo di una crisi di nervi (Mujeres al borde de un ataque de nervios)
- Juan Diego - Jarrapellejos e Así como habían sido
- Jose Luis Gomez - Remando al viento e Luces y sombras
- Alfredo Landa - Sinatra
- Fernando Rey - Diario d'inverno (Diario de invierno), Il tunnel (El túnel) e Pasodable

### Miglior interprete televisivo
- José Sacristán - Gatos en el tejado
- Alberto Closas - Gatos en el tejado
- Javier Gurruchaga - Viaje con nosotros
- Ferrán Rañe - Gatos en el tejado
- Tricicle - Tres estrelles

### Miglior interprete teatrale
- Concha Velasco - Carmen, Carmen
- Dagoll Dagom - Mar i cel
- Kiti Mánver - Carmela y Paulino, variadades a lo fino
- Marisa Paredes - Orquideas a la luz de la luna
- Julieta Serrano - Orquídeas a la luz de la luna